# انچالانی
انچالانی (به اسپانیایی: Anchallani) یک منطقهٔ مسکونی در بولیوی است که در La Paz Department (Bolivia) واقع شده‌است.

## خصوصیات
انچالانی ۶۴۳ نفر جمعیت دارد.